# Asaph Hall
Asaph Hall (15. oktober 1829 i Goshen, Connecticut – 22. november 1907) var en amerikansk astronom, som er mest kendt for at have fundet Mars' måner Phobos og Deimos i 1877). Han beregnede banerne for andre planeters måner og dobbeltstjerner, massen af Mars samt målte Saturns rotation.
Det største krater på Phobos er opkaldt efter Asaph Halls kone Stickney. 
- Wikimedia Commons har flere filer relateret til Asaph Hall

| Astronomi | Spire Denne artikel om astronomi er en spire som bør udbygges. Du er velkommen til at hjælpe Wikipedia ved at udvide den. |